# Championnat du monde junior de hockey sur glace 2012
Navigation
États-Unis 2011 Oufa 2013
Le championnat du monde junior de hockey sur glace 2012 de l’IIHF se déroule conjointement à Calgary et Edmonton, dans la province de l'Alberta au Canada. Les matchs se disputent du 26 décembre 2011 au 5 janvier 2012 au Scotiabank Saddledome de Calgary et au Rexall Place d’Edmonton. Le tournoi est remporté par l'équipe de Suède.

## Division élite

### Tour préliminaire

#### Groupe A (Calgary)
| Date        | Équipe    | Score      | Équipe    | Score par période       |
| ----------- | --------- | ---------- | --------- | ----------------------- |
| 26 décembre | Lettonie  | 4-9        | Suède     | 2-3, 1-3, 1-3           |
| 26 décembre | Suisse    | 0-3        | Russie    | 0-1, 0-2, 0-0           |
| 27 décembre | Slovaquie | 3-1        | Lettonie  | 0-0, 1-1, 2-0           |
| 28 décembre | Suède     | 4-3 t.a.b. | Suisse    | 1-0, 1-1, 1-2, 0-0, 1-0 |
| 28 décembre | Russie    | 3-1        | Slovaquie | 0-1 1-0, 2-0            |
| 29 décembre | Lettonie  | 0-14       | Russie    | 0-1, 0-6, 0-7           |
| 30 décembre | Suède     | 9-1        | Slovaquie | 2-1, 2-0, 5-0           |
| 30 décembre | Suisse    | 5-3        | Lettonie  | 1-0, 2-1, 2-2           |
| 31 décembre | Slovaquie | 6-4        | Suisse    | 1-2, 1-1, 4-1           |
| 31 décembre | Russie    | 3-4 a.p.   | Suède     | 3-0, 0-0, 0-3, 0-1      |

Les trois premiers sont qualifiés pour le tour final, le premier accédant directement à la demi-finale.
|   | Équipe    | PJ | V | VP | DP | D | BP | BC | Pts |
| 1 | Suède     | 4  | 2 | 2  | 0  | 0 | 26 | 11 | 10  |
| 2 | Russie    | 4  | 3 | 0  | 1  | 0 | 23 | 5  | 10  |
| 3 | Slovaquie | 4  | 2 | 0  | 0  | 2 | 11 | 17 | 6   |
| 4 | Suisse    | 4  | 1 | 0  | 1  | 2 | 12 | 16 | 4   |
| 5 | Lettonie  | 4  | 0 | 0  | 0  | 4 | 8  | 30 | 0   |

#### Groupe B (Edmonton)
| Date        | Équipe             | Score | Équipe             | Score par période |
| ----------- | ------------------ | ----- | ------------------ | ----------------- |
| 26 décembre | Finlande           | 1-8   | Canada             | 0-2, 1-3, 0-3     |
| 26 décembre | Danemark           | 3-11  | États-Unis         | 2-3, 0-6, 1-2     |
| 27 décembre | République tchèque | 7-0   | Danemark           | 1-0, 2-0, 4-0     |
| 28 décembre | États-Unis         | 1-4   | Finlande           | 0-0, 0-1, 1-3     |
| 28 décembre | Canada             | 5-0   | République tchèque | 1-0, 2-0, 2-0     |
| 29 décembre | Danemark           | 2-10  | Canada             | 0-4, 0-3, 2-3     |
| 30 décembre | États-Unis         | 2-5   | République tchèque | 1-1, 1-1, 0-3     |
| 30 décembre | Finlande           | 10-1  | Danemark           | 3-0, 2-1, 5-0     |
| 31 décembre | République tchèque | 0-4   | Finlande           | 0-2, 0-1, 0-1     |
| 31 décembre | Canada             | 3-2   | États-Unis         | 3-0, 0-0, 0-2     |

Les trois premiers sont qualifiés pour le tour final, le premier accédant directement à la demi-finale.
|   | Équipe     | PJ | V | VP | DP | D | BP | BC | Pts |
| 1 | Canada     | 4  | 4 | 0  | 0  | 0 | 26 | 5  | 12  |
| 2 | Finlande   | 4  | 3 | 0  | 0  | 1 | 19 | 10 | 9   |
| 3 | Tchéquie   | 4  | 2 | 0  | 0  | 2 | 12 | 11 | 6   |
| 4 | États-Unis | 4  | 1 | 0  | 0  | 3 | 16 | 15 | 3   |
| 5 | Danemark   | 4  | 0 | 0  | 0  | 4 | 6  | 38 | 0   |

### Tour de relégation
Tous les matchs sont joués au Scotiabank Saddledome. Les résultats des matchs du premier tour sont conservés.
| Date      | Équipe     | Score    | Équipe     | Score par période  |
| --------- | ---------- | -------- | ---------- | ------------------ |
| 2 janvier | Suisse     | 4-3 a.p. | Danemark   | 2-2, 1-1, 0-0, 1-0 |
| 3 janvier | États-Unis | 12-2     | Lettonie   | 4-0, 7-1, 1-1      |
| 4 janvier | Lettonie   | 2-1 a.p. | Danemark   | 0-1, 1-0, 0-0, 1-0 |
| 4 janvier | Suisse     | 1-2      | États-Unis | 1-2, 0-0, 0-0      |

|    | Équipe     | PJ | V | VP | DP | D | BP | BC | Pts |
| 7  | États-Unis | 3  | 3 | 0  | 0  | 0 | 25 | 6  | 9   |
| 8  | Suisse     | 3  | 1 | 1  | 0  | 1 | 10 | 8  | 5   |
| 9  | Lettonie   | 3  | 0 | 1  | 0  | 2 | 7  | 18 | 2   |
| 10 | Danemark   | 3  | 0 | 0  | 2  | 1 | 7  | 17 | 2   |

### Tour final

#### Arbre de qualification
|  | Quarts de finale | Quarts de finale   | Quarts de finale |        |          | Demi-finales | Demi-finales | Demi-finales |  |  | Finales | Finales | Finales |
|  |                  |                    |                  |        |          |              |              |              |  |  |         |         |         |
|  | A2               | Russie             | 2 a.p.           |        |          |              |              |              |  |  |         |         |         |
|  | B3               | République tchèque | 1                |        |          |              |              |              |  |  |         |         |         |
|  | B3               | République tchèque | 1                |        | A2       | Russie       | 6            |              |  |  |         |         |         |
|  |                  |                    |                  |        | A2       | Russie       | 6            |              |  |  |         |         |         |
|  |                  |                    | B1               | Canada | 5        |              |              |              |  |  |         |         |         |
|  |                  |                    | B1               | Canada | 5        |              |              |              |  |  |         |         |         |
|  |                  |                    |                  |        |          |              |              |              |  |  |         |         |         |
|  |                  |                    |                  |        |          |              |              |              |  |  |         |         |         |
|  |                  |                    |                  |        |          |              |              |              |  |  | A2      | Russie  | 0       |
|  |                  |                    | A1               | Suède  | 1        |              |              |              |  |  |         |         |         |
|  | B2               | Finlande           | 8                |        |          |              |              |              |  |  |         |         |         |
|  | A3               | Slovaquie          | 5                |        |          |              |              |              |  |  |         |         |         |
|  | A3               | Slovaquie          | 5                |        | B2       | Finlande     | 2            |              |  |  |         |         |         |
|  |                  |                    |                  |        | B2       | Finlande     | 2            |              |  |  |         |         |         |
|  |                  |                    | A1               | Suède  | 3 t.a.b. |              |              |              |  |  |         |         |         |
|  |                  |                    | A1               | Suède  | 3 t.a.b. |              |              |              |  |  |         |         |         |
|  |                  |                    |                  |        |          |              |              |              |  |  |         |         |         |

#### Détails des matchs

##### Quarts de finale
| 2 janvier 2012 | Finlande | 8-5 (2–2, 4–1, 2–2) | Slovaquie | Scotiabank Saddledome |

| Feuille de match | Feuille de match | Feuille de match                                    | Feuille de match | Feuille de match                              |
| ---------------- | --- | --------------------------------------------------- | --- | --------------------------------------------- |
|                  | J. Armia – 4 min 29 s R. Hämäläinen (M. Kuronen) – 14 min 32 s Mi. Granlund (R. Ristolainen, T. Pulkkinen) (SN) – 25 min 32 s Ma. Granlund (Mi. Granlund) – 26 min 46 s Ma. Granlund (Mi. Granlund) – 29 min 53 s A. Barkov (M. Aaltonen, R. Ristolainen) – 31 min 45 s J. Donskoi (SN) – 52 min 51 s T. Pulkkinen (Mi. Granlund, Ma. Granlund) (double SN) – 53 min 38 s | 1–0 1–1 2–1 2–2 3–2 4–2 5–2 6–2 6–3 6–4 7–4 8–4 8–5 | 14 min 24 s – M. Chovan (R. Mráz) 19 min 30 s – M. Tvrdoň (M. Bubela, A. Jánošík) (SN) 33 min 36 s – R. Mráz (M. Marinčin, M. Chovan) 44 min 59 s – M. Ďaloga (M. Daňo) 59 min 30 s – M. Daňo (R. Mráz, T. Jurčo) | Arbitrage : Viatcheslav Boulanov Brent Reiber |
| Sami Aittokallio | Gardiens | Juraj Šimboch Dominik Riečický                      | | Arbitrage : Viatcheslav Boulanov Brent Reiber |
| 8 min            | Pénalités | 51 min                                              | | Arbitrage : Viatcheslav Boulanov Brent Reiber |
| 38               | Tirs | 29                                                  | | Arbitrage : Viatcheslav Boulanov Brent Reiber |

| 2 janvier 2012 | Russie | 2-1 (pr) (0–0, 1–1, 0–0, 1-0) | République tchèque | Scotiabank Saddledome 16 581 spectateurs |

| Feuille de match   | Feuille de match                                                                       | Feuille de match | Feuille de match                            | Feuille de match                            |
| ------------------ | -------------------------------------------------------------------------------------- | ---------------- | ------------------------------------------- | ------------------------------------------- |
|                    | 32 min 47 s, Apalkov (Barbachev, Arzamastsev) 61 min 30 s, G. Jeldakov (N. Koutcherov) | 0-1 1-1 2-1      | 27 min 16 s, J. Culek (T. Hertl, D. Jaškin) | Arbitrage : Daniel Piechaczek Derek Zalaski |
| Andreï Vassilevski | Gardiens                                                                               | Petr Mrazek      |                                             | Arbitrage : Daniel Piechaczek Derek Zalaski |
| 4 min              | Pénalités                                                                              | 2 min            |                                             | Arbitrage : Daniel Piechaczek Derek Zalaski |
| 45                 | Tirs                                                                                   | 39               |                                             | Arbitrage : Daniel Piechaczek Derek Zalaski |

##### Demi-finales
| 3 janvier 2012 | Suède | 3-2 (TB) (0–1, 0–1, 2–0, 0-0, 1-0) | Finlande | Scotiabank Saddledome 16 581 spectateurs |

| Feuille de match | Feuille de match                                                                              | Feuille de match    | Feuille de match                                                           | Feuille de match                       |
| ---------------- | --------------------------------------------------------------------------------------------- | ------------------- | -------------------------------------------------------------------------- | -------------------------------------- |
|                  | 43 min 11 s, Karlsson (Larsson, Friberg) 58 min 16 s, Friberg (Sundström) 70 min 0 s, Friberg | 0-1 0-2 1-2 2-2 3-2 | 18 min 29 s, Ruutu (Aaltonen, Barkov) 35 min 30 s, Armia 70 min 0 s, Armia | Arbitrage : Brent Reiber Derek Zalaski |
| Johan Gustafsson | Gardiens                                                                                      | Sami Aittokallio    |                                                                            | Arbitrage : Brent Reiber Derek Zalaski |
| 0 min            | Pénalités                                                                                     | 16 min              |                                                                            | Arbitrage : Brent Reiber Derek Zalaski |
| 58               | Tirs                                                                                          | 28                  |                                                                            | Arbitrage : Brent Reiber Derek Zalaski |

| 3 janvier 2012 | Canada | 5-6 (0–2, 1–3, 4–1) | Russie | Scotiabank Saddledome 19 289 spectateurs |

| Feuille de match              | Feuille de match | Feuille de match                            | Feuille de match | Feuille de match                                                             |
| ----------------------------- | --- | ------------------------------------------- | --- | ---------------------------------------------------------------------------- |
|                               | B. Connolly (F. Hamilton, J. Huberdeau) – 22 min 37 s D. Hamilton (M. Scheifele, R. Strome) (SN) – 49 min 20 s J. Schwartz (B. Gallagher) – 49 min 43 s B. Gallagher (D. Hamilton) – 51 min 59 s B. Gormley (B. Gallagher) (SN) – 54 min 17 s | 0–1 0–2 1–2 1–3 1–4 1–5 1–6 2–6 3–6 4–6 5–6 | 7 min 26 s – I. Kouznetsov (N. Iakoupov) 13 min 50 s – N. Nesterov (G. Jeldakov) (SN) 24 min 24 s – I. Kouznetsov (A. Khokhlatchiov, N. Iakoupov) 28 min 48 s – I. Kouznetsov (N. Iakoupov, A. Sergueïev) 30 min 30 s – A. Khokhlatchiov (I. Kouznetsov, N. Iakoupov) (SN) 47 min 54 s – N. Koutcherov (M. Grigorenko) | Arbitrage : Ian Croft Jyri Petteri Ronn Andre Schrader Christopher Woodworth |
| Scott Wedgewood Mark Visentin | Gardiens | Andreï Vassilevski Andreï Makarov           | | Arbitrage : Ian Croft Jyri Petteri Ronn Andre Schrader Christopher Woodworth |
| 55 min                        | Pénalités | 16 min                                      | | Arbitrage : Ian Croft Jyri Petteri Ronn Andre Schrader Christopher Woodworth |
| 56                            | Tirs | 26                                          | | Arbitrage : Ian Croft Jyri Petteri Ronn Andre Schrader Christopher Woodworth |

##### Match pour la cinquième place
| 4 janvier 2012 | République tchèque | 5-2 (3–0, 1–1, 1–1) | Slovaquie | Scotiabank Saddledome 12 923 spectateurs |

| Feuille de match | Feuille de match | Feuille de match            | Feuille de match                                                        | Feuille de match                                                 |
| ---------------- | --- | --------------------------- | ----------------------------------------------------------------------- | ---------------------------------------------------------------- |
|                  | R. Faksa (D. Krejčí) – 5 min 15 s P. Holík (P. Straka, J. Sekáč) – 13 min 37 s V. Mozík (D. Krejčí, P. Holík) (double SN) – 16 min 46 s D. Uher (T. Hertl) – 36 min 23 s T. Filippi (V. Mozík, D. Uher) (SN) – 42 min 32 s | 1–0 2–0 3–0 3–1 4–1 5–1 5–2 | 34 min 17 s – M. Bubela (M. Ďaloga) 46 min 24 s – M. Chovan (M. Bubela) | Arbitrage : Devin Klein Mikael Nord Nicolas Fluri Hannu Sormunen |
| Petr Mrazek      | Gardiens | Juraj Šimboch               |                                                                         | Arbitrage : Devin Klein Mikael Nord Nicolas Fluri Hannu Sormunen |
| 6 min            | Pénalités | 18 min                      |                                                                         | Arbitrage : Devin Klein Mikael Nord Nicolas Fluri Hannu Sormunen |
| 46               | Tirs | 31                          |                                                                         | Arbitrage : Devin Klein Mikael Nord Nicolas Fluri Hannu Sormunen |

##### Match pour la troisième place
| 5 janvier 2012 | Canada | 4-0 (1–0, 2–0, 1–0) | Finlande | Scotiabank Saddledome 18 595 spectateurs |

| Feuille de match | Feuille de match | Feuille de match | Feuille de match | Feuille de match                                                                |
| ---------------- | --- | ---------------- | ---------------- | ------------------------------------------------------------------------------- |
|                  | T. Pearson (D. Hamilton, M. Scheifele) (SN) – 9 min 8 s M. Scheifele (T. Pearson) – 25 min 35 s Q. Howden (F. Hamilton, R. Murray) (SN) – 39 min 29 s Q. Howden (M. Stone, F. Hamilton) – 57 min 35 s | 1–0 2–0 3–0 4–0  |                  | Arbitrage : Viatcheslav Boulanov Ian Croft Andre Schrader Christopher Woodworth |
| Mark Visentin    | Gardiens | Sami Aittokallio |                  | Arbitrage : Viatcheslav Boulanov Ian Croft Andre Schrader Christopher Woodworth |
| 8 min            | Pénalités | 16 min           |                  | Arbitrage : Viatcheslav Boulanov Ian Croft Andre Schrader Christopher Woodworth |
| 44               | Tirs | 27               |                  | Arbitrage : Viatcheslav Boulanov Ian Croft Andre Schrader Christopher Woodworth |

##### Finale
| 5 janvier 2012 | Suède | 1-0 (pr) (0–0, 0–0, 0–0, 1-0) | Russie | Scotiabank Saddledome 18 722 spectateurs |

| Feuille de match | Feuille de match                      | Feuille de match | Feuille de match | Feuille de match                                                    |
| ---------------- | ------------------------------------- | ---------------- | ---------------- | ------------------------------------------------------------------- |
|                  | M. Zibanejad (P. Nemeth) – 70 min 9 s | 1-0              |                  | Arbitrage : Brent Reiber Derek Zalaski Chris Carlson Kiel Murchison |
| Johan Gustafsson | Gardiens                              | Andreï Makarov   |                  | Arbitrage : Brent Reiber Derek Zalaski Chris Carlson Kiel Murchison |
| 4 min            | Pénalités                             | 8 min            |                  | Arbitrage : Brent Reiber Derek Zalaski Chris Carlson Kiel Murchison |
| 58               | Tirs                                  | 17               |                  | Arbitrage : Brent Reiber Derek Zalaski Chris Carlson Kiel Murchison |

### Classement final
| Place              | Équipe     |
| Médaille d'or      | Suède      |
| Médaille d'argent  | Russie     |
| Médaille de bronze | Canada     |
| 4                  | Finlande   |
| 5                  | Tchéquie   |
| 6                  | Slovaquie  |
| 7                  | États-Unis |
| 8                  | Suisse     |
| 9                  | Lettonie   |
| 10                 | Danemark   |

### Récompenses du tournoi
Meilleur joueur
- Ievgueni Kouznetsov (Russie)

Équipe d'étoiles
- Gardien de but : Petr Mrazek (République tchèque)
- Défenseurs : Brandon Gormley (Canada) - Oscar Klefbom (Suède)
- Attaquants : Ievgueni Kouznetsov (Russie) - Max Friberg (Suède) - Mikael Granlund (Finlande)

Meilleurs joueurs de l'IIHF
- Gardien de but : Petr Mrazek (République tchèque)
- Défenseur : Brandon Gormley (Canada)
- Attaquant : Ievgueni Kouznetsov (Russie)

### Meilleurs pointeurs
| Rang | Joueur              | Pays       | PJ | B | A | Pts | +/− | Pun |
| ---- | ------------------- | ---------- | -- | - | - | --- | --- | --- |
| 1    | Ievgueni Kouznetsov | Russie     | 7  | 6 | 7 | 13  | +6  | 4   |
| 2    | Max Friberg         | Suède      | 6  | 9 | 2 | 11  | +4  | 22  |
| 3    | Mikael Granlund     | Finlande   | 7  | 2 | 9 | 11  | +4  | 0   |
| 4    | Mark Stone          | Canada     | 6  | 7 | 3 | 10  | +10 | 2   |
| 5    | Teemu Pulkkinen     | Finlande   | 7  | 6 | 4 | 10  | +4  | 2   |
| 6    | Ryan Strome         | Canada     | 6  | 3 | 6 | 9   | +9  | 8   |
| 6    | Austin Watson       | États-Unis | 6  | 3 | 6 | 9   | +6  | 0   |
| 8    | Nikita Goussev      | Russie     | 7  | 3 | 6 | 9   | +5  | 0   |
| 9    | Jonathan Huberdeau  | Canada     | 6  | 1 | 8 | 9   | +8  | 16  |
| 10   | Naïl Iakoupov       | Russie     | 7  | 0 | 9 | 9   | +4  | 6   |

### Meilleurs gardiens de but
Ayant disputés au minimum 40 % du temps de jeu de leur équipe.
| Rang | Joueur             | Pays     | TSG          | BC | Moy  | %Arr  | Bl |
| ---- | ------------------ | -------- | ------------ | -- | ---- | ----- | -- |
| 1    | Andreï Vassilevski | Russie   | 298 min 31 s | 10 | 2.01 | 95.31 | 2  |
| 2    | Mark Visentin      | Canada   | 200 min 8 s  | 5  | 1.43 | 94.38 | 1  |
| 3    | Sami Aittokallio   | Finlande | 310 min 0 s  | 13 | 2.52 | 93.69 | 1  |
| 4    | Petr Mrázek        | Tchéquie | 361 min 30 s | 15 | 2.49 | 92.79 | 1  |
| 5    | Scott Wedgewood    | Canada   | 148 min 48 s | 6  | 2.42 | 91.55 | 1  |

### Médaillés
| Or Suède      | Mattias Bäckman, Jeremy Boyce, Jonas Brodin, Fredrik Claesson, Sebastian Collberg, Anton Forsberg, Max Friberg, Petter Granberg, Johan Gustafsson, William Karlsson, Oscar Klefbom, John Klingberg, Johan Larsson (C), Johan Mattsson, Patrik Nemeth, Joakim Nordström (A), Rickard Rakell, Victor Rask, Ludvig Rensfeldt, Johan Sundström (A), Erik Thorell, Mika Zibanejad Entraîneur : Roger Rönnberg                                               |
| Argent Russie | Daniil Apalkov (A), Viktor Antipine, Zakhar Arzamastsev (A), Sergueï Barbachev, Nikita Goussev, Mikhaïl Grigorenko, Naïl Iakoupov, Ildar Issangoulov, Grigori Jeldakov, Nikita Koutcherov, Ievgueni Kouznetsov (C), Aleksandr Khokhlatchiov, Iaroslav Kossov, Sergueï Kostenko, Pavel Koulikov, Andreï Makarov, Mikhaïl Naoumenkov, Igor Ojiganov, Artiom Sergueïev, Ivan Teleguine, Andreï Vassilevski, Ignat Zemtchenko Entraîneur : Valeri Braguine |
| Bronze Canada | Nathan Beaulieu, Michaël Bournival, Brett Connolly, Brendan Gallagher, Brandon Gormley, Dougie Hamilton, Freddie Hamilton, Scott Harrington, Quinton Howden, Jonathan Huberdeau, Boone Jenner, Ryan Murray, Jamie Oleksiak, Tanner Pearson, Mark Pysyk, Mark Scheifele, Jaden Schwartz, Devante Smith-Pelly, Mark Stone, Ryan Strome, Mark Visentin, Scott Wedgewood Entraîneur Don Hay                                                                |

## Division IA
Le groupe A se déroule à Garmisch-Partenkirchen en Allemagne. L'Allemagne est promue en Division élite pour l'édition 2013 alors que la Grande-Bretagne est rétrogradée en Division 1 groupe B.
| Date        | Équipe          | Score      | Équipe          | Score par période       |
| ----------- | --------------- | ---------- | --------------- | ----------------------- |
| 11 décembre | Grande-Bretagne | 2-5        | Norvège         | 2-2, 0-1, 0-2           |
| 11 décembre | Biélorussie     | 1-2        | Allemagne       | 0-0, 0-1, 1-1           |
| 11 décembre | Autriche        | 2-3 t.a.b. | Slovénie        | 1-0, 1-2, 0-0, 0-0, 0-1 |
| 12 décembre | Slovénie        | 8-0        | Grande-Bretagne | 6-0, 1-0, 1-0           |
| 12 décembre | Allemagne       | 11-2       | Autriche        | 3-0, 6-1, 2-1           |
| 13 décembre | Norvège         | 2-3        | Biélorussie     | 0-1, 1-0, 1-2           |
| 14 décembre | Grande-Bretagne | 2-10       | Biélorussie     | 0-2, 0-6, 2-2           |
| 14 décembre | Norvège         | 5-2        | Autriche        | 3-0, 0-2, 2-0           |
| 14 décembre | Allemagne       | 5-2        | Slovénie        | 2-2, 0-0, 3-0           |
| 15 décembre | Allemagne       | 11-1       | Grande-Bretagne | 4-0, 3-0, 4-1           |
| 16 décembre | Biélorussie     | 6-2        | Autriche        | 3-1, 1-1, 2-0           |
| 16 décembre | Slovénie        | 1-4        | Norvège         | 1-1, 0-2, 0-1           |
| 17 décembre | Autriche        | 3-1        | Grande-Bretagne | 0-0, 1-1, 2-0           |
| 17 décembre | Slovénie        | 2-1 t.a.b. | Biélorussie     | 1-1, 0-0, 0-0, 0-0, 1-0 |
| 17 décembre | Norvège         | 3-5        | Allemagne       | 0-1, 1-1, 2-3           |

|   | Équipe          | PJ | V | VP | DP | D | BP | BC | Diff. | Pts |
| 1 | Allemagne       | 5  | 5 | 0  | 0  | 0 | 34 | 9  | +25   | 15  |
| 2 | Biélorussie     | 5  | 3 | 0  | 1  | 1 | 21 | 10 | +11   | 10  |
| 3 | Norvège         | 5  | 3 | 0  | 0  | 2 | 19 | 13 | +6    | 9   |
| 4 | Slovénie        | 5  | 1 | 2  | 0  | 2 | 16 | 12 | +4    | 7   |
| 5 | Autriche        | 5  | 1 | 0  | 1  | 3 | 11 | 26 | -15   | 4   |
| 6 | Grande-Bretagne | 5  | 0 | 0  | 0  | 5 | 6  | 37 | -31   | 0   |

- Meilleur gardien de but : Mathias Niederberger (Allemagne).
- Meilleur défenseur : Konrad Abeltshauser (Allemagne).
- Meilleur attaquant : Sondre Olden (Norvège).

## Division IB
La division 1 groupe B se déroule à Tychy en Pologne. La France est promue en Division I groupe A pour l'édition 2013 alors que le Japon est reléguée en Division II groupe A.
|   | Équipe     | PJ | V | VP | DP | D | BP | BC | Diff. | Pts |
| 1 | France     | 5  | 4 | 0  | 0  | 1 | 19 | 6  | +13   | 12  |
| 2 | Kazakhstan | 5  | 3 | 0  | 1  | 1 | 9  | 7  | +2    | 10  |
| 3 | Italie     | 5  | 2 | 1  | 0  | 2 | 14 | 9  | +5    | 8   |
| 4 | Pologne    | 5  | 2 | 0  | 1  | 2 | 16 | 12 | +4    | 7   |
| 5 | Croatie    | 5  | 2 | 0  | 0  | 3 | 12 | 25 | -13   | 6   |
| 6 | Japon      | 5  | 0 | 1  | 0  | 4 | 9  | 20 | -11   | 2   |

- Meilleur gardien de but : Pavel Polouïektov (Kazakhstan).
- Meilleur défenseur : Aziz Baazzi (France).
- Meilleur attaquant : Borna Rendulić (Croatie).

## Division II Groupe A
À Donetsk en Ukraine. L'Ukraine est promue en Division I Groupe B pour l'édition 2013 alors que la Corée du Sud est rétrogradée en Division II Groupe B.
| Date        | Équipe       | Score      | Équipe       | Score par période       |
| ----------- | ------------ | ---------- | ------------ | ----------------------- |
| 12 décembre | Espagne      | 5-0        | Pays-Bas     | 2-0, 1-0, 2-0           |
| 12 décembre | Hongrie      | 2-1 t.a.b. | Lituanie     | 1-0, 0-0, 0-1, 0-0, 1-0 |
| 12 décembre | Ukraine      | 3-2 t.a.b. | Corée du Sud | 0-1, 0-0, 2-1, 0-0, 1-0 |
| 14 décembre | Lituanie     | 6-2        | Pays-Bas     | 2-1, 1-1, 3-0           |
| 14 décembre | Corée du Sud | 3-4        | Espagne      | 3-1, 0-1, 0-2           |
| 14 décembre | Ukraine      | 7-6        | Hongrie      | 3-2, 1-3, 3-1           |
| 15 décembre | Lituanie     | 2-0        | Corée du Sud | 1-0, 1-0, 0-0           |
| 15 décembre | Hongrie      | 3-4        | Pays-Bas     | 0-0, 0-3, 3-1           |
| 15 décembre | Ukraine      | 4-0        | Espagne      | 0-0, 2-0, 2-0           |
| 17 décembre | Corée du Sud | 2-6        | Hongrie      | 1-2, 0-2, 1-2           |
| 17 décembre | Espagne      | 4-8        | Lituanie     | 1-0, 2-5, 1-3           |
| 17 décembre | Pays-Bas     | 0-7        | Ukraine      | 0-1, 0-2, 0-4           |
| 18 décembre | Hongrie      | 7-1        | Espagne      | 3-0, 2-1, 2-0           |
| 18 décembre | Pays-Bas     | 3-2 t.a.b. | Corée du Sud | 1-0, 1-2, 0-0, 0-0, 1-0 |
| 18 décembre | Lituanie     | 2-3 a.p.   | Ukraine      | 0-1, 2-1, 0-0, 0-1      |

|   | Équipe       | PJ | V | VP | DP | D | BP | BC | Diff. | Pts |
| 1 | Ukraine      | 5  | 3 | 2  | 0  | 0 | 24 | 10 | +14   | 13  |
| 2 | Lituanie     | 5  | 3 | 0  | 2  | 0 | 19 | 11 | +8    | 11  |
| 3 | Hongrie      | 5  | 2 | 1  | 0  | 2 | 24 | 15 | +9    | 8   |
| 4 | Espagne      | 5  | 2 | 0  | 0  | 3 | 14 | 22 | -8    | 6   |
| 5 | Pays-Bas     | 5  | 1 | 1  | 0  | 3 | 9  | 23 | -14   | 5   |
| 6 | Corée du Sud | 5  | 0 | 0  | 2  | 3 | 9  | 18 | -9    | 2   |

## Division II Groupe B
À Tallinn en Estonie. La Roumanie est promue en Division II Groupe A pour l'édition 2013 alors que le Mexique est rétrogradé en Division III.
| Date        | Équipe    | Score      | Équipe    | Score par période       |
| ----------- | --------- | ---------- | --------- | ----------------------- |
| 10 décembre | Belgique  | 3-2 t.a.b. | Mexique   | 1-1, 0-1, 1-0, 0-0, 1-0 |
| 10 décembre | Serbie    | 4-2        | Australie | 2-0, 2-0, 0-2           |
| 10 décembre | Estonie   | 2-8        | Roumanie  | 1-1, 1-2, 0-5           |
| 11 décembre | Mexique   | 1-4        | Serbie    | 0-0, 1-2, 0-2           |
| 11 décembre | Roumanie  | 11-1       | Australie | 2-1, 4-0, 5-0           |
| 11 décembre | Belgique  | 2-7        | Estonie   | 1-3, 0-3, 1-1           |
| 13 décembre | Roumanie  | 10-1       | Mexique   | 3-0, 6-0, 1-1           |
| 13 décembre | Belgique  | 2-4        | Serbie    | 1-2, 1-2, 0-0           |
| 13 décembre | Estonie   | 12-1       | Australie | 4-0, 5-0, 3-1           |
| 14 décembre | Serbie    | 3-9        | Roumanie  | 1-2, 1-3, 1-4           |
| 14 décembre | Australie | 4-8        | Belgique  | 1-1, 1-3, 2-4           |
| 14 décembre | Mexique   | 0-18       | Estonie   | 0-6, 0-4, 0-8           |
| 16 décembre | Australie | 4-1        | Mexique   | 0-1, 1-0, 3-0           |
| 16 décembre | Roumanie  | 6-2        | Belgique  | 2-1, 2-1, 2-0           |
| 16 décembre | Estonie   | 12-3       | Serbie    | 4-0, 6-1, 2-2           |

|   | Équipe    | PJ | V | VP | DP | D | BP | BC | Diff. | Pts |
| 1 | Roumanie  | 5  | 5 | 0  | 0  | 0 | 44 | 9  | +35   | 15  |
| 2 | Estonie   | 5  | 4 | 0  | 0  | 1 | 51 | 14 | +37   | 12  |
| 3 | Serbie    | 5  | 3 | 0  | 0  | 2 | 18 | 26 | -8    | 9   |
| 4 | Belgique  | 5  | 1 | 1  | 0  | 3 | 17 | 23 | -6    | 5   |
| 5 | Australie | 5  | 1 | 0  | 0  | 4 | 12 | 36 | -24   | 3   |
| 6 | Mexique   | 5  | 0 | 0  | 1  | 4 | 5  | 39 | -34   | 1   |

## Division III
À Dunedin en Nouvelle-Zélande. L'Islande est promue en Division II groupe B pour l'édition 2013 alors que la Turquie est reversée dans le tournoi de qualification pour le mondial Division III 2013.
| Date       | Équipe           | Score | Équipe           | Score par période |
| ---------- | ---------------- | ----- | ---------------- | ----------------- |
| 17 janvier | Bulgarie         | 2-6   | Chine            | 1-1, 0-3, 1-2     |
| 17 janvier | Turquie          | 0-8   | Islande          | 0-3, 0-1, 0-4     |
| 18 janvier | Nouvelle-Zélande | 3-1   | Bulgarie         | 1-0, 1-0, 1-1     |
| 19 janvier | Chine            | 14-0  | Turquie          | 1-0, 6-0, 7-0     |
| 19 janvier | Islande          | 7-1   | Nouvelle-Zélande | 3-0, 4-0, 0-1     |
| 20 janvier | Bulgarie         | 0-10  | Islande          | 0-4, 0-2, 0-4     |
| 21 janvier | Turquie          | 0-4   | Bulgarie         | 0-1, 0-2, 0-1     |
| 21 janvier | Chine            | 5-3   | Nouvelle-Zélande | 1-3, 3-0, 1-0     |
| 22 janvier | Islande          | 5-1   | Chine            | 2-1, 1-0, 2-0     |
| 22 janvier | Nouvelle-Zélande | 12-1  | Turquie          | 3-1, 8-0, 1-0     |

|   | Équipe           | PJ | V | VP | DP | D | BP | BC | Diff. | Pts |
| 1 | Islande          | 4  | 4 | 0  | 0  | 0 | 30 | 2  | +28   | 12  |
| 2 | Chine            | 4  | 3 | 0  | 0  | 1 | 26 | 10 | +16   | 9   |
| 3 | Nouvelle-Zélande | 4  | 2 | 0  | 0  | 2 | 19 | 14 | +5    | 6   |
| 4 | Bulgarie         | 4  | 1 | 0  | 0  | 3 | 7  | 19 | -12   | 3   |
| 5 | Turquie          | 4  | 0 | 0  | 0  | 4 | 1  | 38 | -37   | 0   |